# Terry Anderson
Terence Keith Anderson, più conosciuto con il diminutivo Terry Anderson (Woking, 11 marzo 1944 – Great Yarmouth, 24 gennaio 1980) è stato un calciatore inglese, di ruolo centrocampista.

## Biografia
Il 24 gennaio 1980, meno di quattro anni dopo la sua ultima partita da calciatore, Anderson, che dopo il ritiro aveva iniziato a lavorare in un negozio di articoli sportivi, uscì dalla sua casa di Great Yarmouth per fare jogging: una settimana più tardi il suo cadavere venne ritrovato in un canale nei campi nei dintorni della cittadina: dall'autopsia si scoprì che la causa del decesso fu l'annegamento nel canale stesso, anche se la sua data esatta di morte rimane ignota.

## Caratteristiche tecniche
Era un'ala.

## Carriera
Arriva nel settore giovanile dell'Arsenal nel 1959, all'età di 15 anni, firmando il suo primo contratto professionistico nel 1961 e venendo aggregato alla prima squadra a partire dalla stagione 1962-1963, nella quale all'età di 18 anni esordisce tra i professionisti; rimane con i Gunners fino al febbraio del 1965, totalizzando complessivamente 25 presenze e 6 reti nella prima divisione inglese. Passa quindi per 15000 sterline al Norwich City, club di seconda divisione, in cui gioca per diversi anni da titolare contribuendo anche alla vittoria della Second Division 1971-1972, che consente al club di ottenere la prima promozione in prima divisione della sua storia. L'anno seguente raggiunge (e perde) anche la finale di Coppa di Lega. Rimane in squadra fino al termine della stagione 1973-1974, per un totale di 235 presenze e 16 reti in partite di campionato con i Canaries; nella parte finale della stagione 1973-1974 gioca inoltre per un breve periodo in prestito al Colchester Utd, con cui disputa 4 partite in quarta divisione.
Nell'estate del 1974 si trasferisce nella NASL ai Baltimore Comets, con cui gioca sia nel 1974 che nel 1975 per un totale di 36 partite di campionato; nel 1974, durante i mesi di pausa della NASL, gioca inoltre anche complessive 14 partite nella quarta divisione inglese con le maglie di Scunthorpe Utd (10 presenze) e Crewe Alexandra (4 presenze). Nel 1975, dopo il trasferimento dei Baltimore Comets a San Diego, divenendo i San Diego Jaws, torna definitivamente in patria e gioca un'ultima stagione, facendo ritorno al Colchester United, dove comunque gioca solamente 6 partite nel campionato di terza divisione, che si conclude con la retrocessione del club in quarta divisione.

## Palmarès

### Club

#### Competizioni nazionali
- Campionato inglese di seconda divisione: 1

Norwich City: 1971-1972